# Бад-Фюссінг
Бад-Фюссінг (нім. Bad Füssing) — громада в Німеччині, знаходиться в землі Баварія: на кордоні з Австрією. Підпорядковується адміністративному округу Нижня Баварія. Входить до складу району Пассау.
Площа — 55,04 км2. Населення становить 7721 ос. (станом на 31 грудня 2020).